# Alle für einen – Prügel für alle
Alle für einen – Prügel für alle (Originaltitel: Tutti per uno… botte per tutti) ist ein komödiantischer Italowestern mit Anleihen bei Alexandre Dumas’ Die drei Musketiere. Der von Bruno Corbucci inszenierte Film in italienisch-deutsch-spanischer Koproduktion wurde im deutschsprachigen Raum am 9. August 1974 (in gekürzter Form) erstaufgeführt.

## Handlung
Nahe der mexikanischen Grenze, zu Ende des 19. Jahrhunderts, geht der junge Dart zu den Texas Rangers. Zusammen mit seinen Kollegen McAthos, Portland und Aramirez beschützt er die amerikanisch-mexikanische Linie und entdeckt, dass der Geschäftsmann LeDuc in Verhandlungen mit dem mexikanischen Präsidenten Ortega illegal an Schürfrechte gekommen ist. Den Rangers gelingt es, die dunklen Machenschaften des Böslings zu verhindern. Dabei gelangen sie u. a. in ein von karatekämpfenden Chinesen bevölkertes Dorf, begegnen einer deutschen Zirkustruppe und spielen trickreich Karten.

## Kritik
Das Lexikon des internationalen Films stellt fest: „Als Parodie auf Italowestern geplante Prügelkomödie. Zumindest in der deutschen Verleihfassung ein Film ohne Witz und Verstand.“ Joe Hembus attestiert einen der „wenigen gelungenen Versuche aus der Endzeit des Italo-Westerns, das Genre mit einem Witz zu bilanzieren“; der Film berste vor schrulligen Käuzen und einer Menge absurder Gags. Die italienischen Kritiker sahen endlose Schlägereien und ein Schwanken zwischen Vulgarität und Humor.